# Cœurs rebelles
Cœurs rebelles (Higher Ground) est une série télévisée canado-américaine en 22 épisodes de 45 minutes, créée par Michael Braverman et Matthew Hastings, diffusée du 14 janvier au 16 juin 2000 sur Fox Family.
En France, elle a été diffusée du 24 janvier 2001 au 20 juin 2001 sur TF1 et rediffusée sur TF6 et Série Club ; et au Québec à partir du 28 août 2004 à Séries+.

## Synopsis
Peter Scarbrow a décidé de mettre en place une structure prenant en charge les adolescents à problèmes, et de les familiariser avec les joies de la nature et le goût de l'effort physique. En effet, à Horizon, c'est grâce à l'escalade, la randonnée, le canoë, et autres activités sportives, que les adolescents doivent trouver le droit chemin.
Les cas des adolescents sont très variés : enfants battus, abusés, délaissés, drogués, anorexiques… Mais Peter les prend tous sous son aile, à sa manière, parfois avec rudesse, mais toujours en leur consacrant beaucoup d'attention et d'écoute… Il leur réapprend à vivre le plus sainement possible, et les aide à parler de leurs problèmes afin de mieux les résoudre…

## Distribution

### Acteurs principaux
- Joe Lando (VF : Maurice Decoster) : Peter Scarbrow
- Hayden Christensen (VF : Emmanuel Garijo) : Scott Barringer
- A.J. Cook (VF : Laëtitia Godès) : Shelby Merrick
- Kandyse McClure (VF : Fily Keita) : Katherine Ann « Kat » Cabot
- Jorge Vargas (VF : Axel Kiener) : Augusto « Auggie » Ciceros
- Meghan Ory (VF : Laurence Sacquet) : Juliette Waybourne
- Kyle Downes (en) (VF : Sébastien Desjours) : Ezra Friedken
- Jewel Staite (VF : Laura Préjean) : Daisy Lipenowski
- Anne Marie DeLuise (VF : Élisabeth Fargeot) : Sophie Becker (17 épisodes)

### Acteurs récurrents
- Sean Campbell : le shérif Curtis Swann (7 épisodes)
- Benita Ha (en) : Annie Yao (7 épisodes)
- Dmitry Chepovetsky : Jeff (6 épisodes)
- Deborah Odell (VF : Isabelle Maudet) : Hannah Barnes (5 épisodes)
- Garwin Sanford : Martin Barringer (5 épisodes)
- Jim Byrnes (VF : Michel Paulin) : Frank Markasian (5 épisodes)
- Kyle Alisharan : l'adjoint Hank Ferris (5 épisodes)
- Roger R. Cross : Roger Claypool (4 épisodes)
- Moira Walley-Beckett : Dr Stephanie Burke (4 épisodes)
- Ingrid Torrance : Chloe Scarbrow (4 épisodes)
- Emmanuelle Vaugier : Elaine Barringer (4 épisodes)

- Version française
  - Société de doublage : Studio SOFI[2]
  - Direction artistique : Michel Bedetti[2]

Source VF : Doublage Séries Database

## Fiche technique
- Sociétés de production : Lions Gate Television et Paramount Television

## Épisodes
1. Le Mont horizon (Scott Free)
2. Petite Fille perdue (Babe in Arms)
3. Mise à l'épreuve (Walking the Line)
4. Le Secret de Frank (Our Strongest Link)
5. La Compétition (What Remains)
6. L'Amie de l'au-delà (Crossroads)
7. La Preuve par l'œuf (Worlds Apart)
8. Mauvaise Fréquentation (Seductions)
9. Flirter avec le désastre (Hope Falls)
10. Un secret trop bien gardé (Close Encounters)
11. L'École de la vie (Best Behavior)
12. La Famille idéale (Wherefore Art Thou)
13. La Fugue (Attention Deficit)
14. Manque d'attention (The Kids Stay in the Picture)
15. Mise à nu (Exposed)
16. Le Remps de l'innocence (Innocence)
17. Daisy perd son double (Daised and Confused)
18. À un de ces jours (One of Those Days)
19. Vengeance (Because It's There)
20. Descente aux enfers (Falling Up)
21. Regain d'espoir (Mended Fences)
22. Amour toujours (Because I Love You)